# Otto Porter
Pour les articles homonymes, voir Porter.
Otto Porter Jr., né le 3 juin 1993 à Saint-Louis dans l'État du Missouri, est un joueur américain de basket-ball. Il évolue au poste d'ailier voire d'ailier fort. Le 12 mars 2024, il annonce sa retraite en raison de ses blessures devenues fréquentes.

## Biographie

### Carrière universitaire
Comme débutant en NCAA, Porter marque 9,7 points et prend 6,8 rebonds par match avec l'Université de Georgetown. Il améliore ses statistiques en deuxième année avec 16,2 points et 7,5 rebonds par rencontre.

### Carrière en NBA

#### Wizards de Washington (2013-2019)
Otto Porter se présente à la Draft 2013 de la NBA et fait partie des jeunes joueurs invités dans la Green Room, ce qui signifie qu'il est considéré comme l'un des joueurs qui vont être sélectionnés dans les premiers rangs de la draft.
Le 27 juin 2013, il est sélectionné à la 3e position de la draft par les Wizards de Washington.
Au début de la saison 2013-2014, il signe un contrat avec Jordan Brand comme nouveau représentant de la marque.
Agent libre restreint à l'été 2017, les Nets de Brooklyn offrent un contrat de 106,5 millions de dollars sur quatre ans à Otto Porter. Deux jours plus tard les Wizards décident de s'aligner sur l'offre des Nets et conservent le joueur.

#### Bulls de Chicago (2019-2021)
Le 6 février 2019, il est envoyé aux Bulls de Chicago en échange de Jabari Parker, Bobby Portis et un second tour de draft 2023.

#### Magic d'Orlando (mars 2021 - août 2021)
Le 25 mars 2021, Otto Porter est envoyé chez le Magic d'Orlando avec Wendell Carter Jr. en échange de Nikola Vučević et Al-Farouq Aminu.

#### Warriors de Golden State (2021-2022)
Le 6 août 2021, il signe un contrat avec les Warriors de Golden State.

#### Raptors de Toronto (2022-février 2024)
Début juillet 2022, il signe pour deux saisons aux Raptors de Toronto. Le 10 janvier 2023, après avoir joué seulement huit matchs, il se fait opérer au pied et met fin à sa saison.
En février 2024, avec Kira Lewis Jr., il est transféré au Jazz de l'Utah contre Kelly Olynyk et Ochai Agbaji. Porter est coupé par le Jazz le 11 mars 2024 sans jamais avoir évolué avec l'équipe. Il annonce sa retraite sportive le même jour.

## Clubs successifs
- 2011-2013 :  Université de Georgetown (NCAA)
- 2013-février 2019 :  Wizards de Washington (NBA)
- février 2019-mars 2021 :  Bulls de Chicago (NBA)
- mars 2021-août 2021 :  Magic d'Orlando (NBA)
- 2021-2022 :  Warriors de Golden State (NBA)
- 2022-février 2024 :  Raptors de Toronto (NBA)

## Palmarès

### NBA
- Champion NBA en 2022.
- Champion de la Conférence Ouest en 2022.

## Statistiques

### Universitaires
| Saison    | Équipe     | Matchs | Titul. | Min./m | % Tir | % 3pts | % LF | Rbds/m. | Pass/m. | Int/m. | Ctr/m. | Pts/m. |
| --------- | ---------- | ------ | ------ | ------ | ----- | ------ | ---- | ------- | ------- | ------ | ------ | ------ |
| 2011-2012 | Georgetown | 33     | 8      | 29,7   | 52,5  | 22,6   | 70,2 | 6,82    | 1,55    | 1,21   | 0,82   | 9,73   |
| 2012-2013 | Georgetown | 31     | 31     | 35,4   | 47,9  | 42,2   | 77,7 | 7,48    | 2,71    | 1,84   | 0,90   | 16,16  |
| Total     | Total      | 64     | 39     | 32,5   | 49,7  | 35,5   | 75,1 | 7,14    | 2,11    | 1,52   | 0,86   | 12,84  |

### Professionnelles
Légende :
| Champion NBA |

gras = ses meilleures performances

#### Saison régulière
| Saison    | Équipe       | Matchs | Titul. | Min./m | % Tir | % 3pts | % LF  | Rbds/m. | Pass/m. | Int/m. | Ctr/m. | Pts/m. |
| --------- | ------------ | ------ | ------ | ------ | ----- | ------ | ----- | ------- | ------- | ------ | ------ | ------ |
| 2013-2014 | Washington   | 37     | 0      | 8,6    | 36,3  | 19,0   | 66,7  | 1,54    | 0,27    | 0,22   | 0,03   | 2,11   |
| 2014-2015 | Washington   | 74     | 13     | 19,4   | 45,0  | 33,7   | 73,4  | 2,99    | 0,88    | 0,59   | 0,41   | 6,01   |
| 2015-2016 | Washington   | 75     | 73     | 30,3   | 47,3  | 36,7   | 75,4  | 5,21    | 1,60    | 1,40   | 0,43   | 11,61  |
| 2016-2017 | Washington   | 80     | 80     | 32,6   | 51,6  | 43,4   | 83,2  | 6,42    | 1,51    | 1,45   | 0,53   | 13,44  |
| 2017-2018 | Washington   | 77     | 77     | 31,6   | 50,3  | 44,1   | 82,8  | 6,39    | 2,04    | 1,51   | 0,53   | 14,73  |
| 2018-2019 | Washington   | 41     | 28     | 29,1   | 45,7  | 36,9   | 76,6  | 5,63    | 1,95    | 1,56   | 0,54   | 12,63  |
| 2018-2019 | Chicago      | 15     | 15     | 32,8   | 48,3  | 48,7   | 90,6  | 5,53    | 2,67    | 1,20   | 0,60   | 17,47  |
| 2019-2020 | Chicago      | 14     | 9      | 23,6   | 44,3  | 38,7   | 70,4  | 3,43    | 1,79    | 1,07   | 0,43   | 11,93  |
| 2020-2021 | Chicago      | 25     | 6      | 21,6   | 44,1  | 40,0   | 83,8  | 5,52    | 2,00    | 0,48   | 0,16   | 9,88   |
| 2020-2021 | Orlando      | 3      | 0      | 22,2   | 36,0  | 11,1   | 100,0 | 4,67    | 1,67    | 1,33   | 0,00   | 8,00   |
| 2021-2022 | Golden State | 63     | 15     | 22,2   | 46,4  | 37,0   | 80,3  | 5,70    | 1,50    | 1,10   | 0,50   | 8,20   |
| 2022-2023 | Toronto      | 8      | 2      | 18,3   | 50,0  | 35,3   | 100,0 | 2,40    | 1,00    | 1,40   | 0,00   | 5,50   |
| Total     | Total        | 512    | 318    | 25,8   | 47,8  | 39,7   | 79,7  | 5,00    | 1,50    | 1,10   | 0,40   | 10,50  |

Mise à jour le 10 janvier 2023

#### Playoffs
| Saison | Équipe       | Matchs | Titul. | Min./m | % Tir | % 3pts | % LF | Rbds/m. | Pass/m. | Int/m. | Ctr/m. | Pts/m. |
| ------ | ------------ | ------ | ------ | ------ | ----- | ------ | ---- | ------- | ------- | ------ | ------ | ------ |
| 2014   | Washington   | 3      | 0      | 2,0    | 33,3  | 0,0    | 0,0  | 0,00    | 0,00    | 0,00   | 0,00   | 0,67   |
| 2015   | Washington   | 10     | 0      | 33,1   | 44,3  | 37,5   | 47,6 | 8,00    | 1,80    | 1,20   | 0,20   | 10,00  |
| 2017   | Washington   | 13     | 13     | 32,9   | 53,2  | 28,2   | 88,6 | 6,85    | 1,77    | 1,69   | 0,54   | 12,15  |
| 2018   | Washington   | 5      | 5      | 31,6   | 48,8  | 41,7   | 62,5 | 5,00    | 1,60    | 1,20   | 1,00   | 10,00  |
| 2022   | Golden State | 19     | 3      | 19,5   | 49,4  | 40,4   | 77,8 | 3,40    | 1,80    | 0,90   | 0,30   | 5,40   |
| Total  | Total        | 50     | 21     | 25,9   | 49,1  | 35,9   | 72,6 | 5,20    | 1,70    | 1,10   | 0,45   | 8,20   |

Mise à jour le 21 juin 2022

## Records sur une rencontre en NBA
Les records personnels d'Otto Porter en NBA sont les suivants, :
| Type de statistique        | Saison régulière | Saison régulière            | Saison régulière | Playoffs | Playoffs            | Playoffs      |
| Type de statistique        | Record           | Adversaire                  | Date             | Record   | Adversaire          | Date          |
| -------------------------- | ---------------- | --------------------------- | ---------------- | -------- | ------------------- | ------------- |
| Points                     | 37               | Grizzlies de Memphis        | 13 février 2019  | 20       | @ Celtics de Boston | 15 mai 2017   |
| Paniers marqués            | 16               | Grizzlies de Memphis        | 13 février 2019  | 8        | Celtics de Boston   | 4 mai 2017    |
| Paniers tentés             | 25               | @ Hawks d'Atlanta           | 1er mars 2019    | 15       | Hawks d'Atlanta     | 9 mai 2015    |
| Paniers à 3 points réussis | 7                | 3 fois                      | 3 fois           | 4        | 2 fois              | 2 fois        |
| Paniers à 3 points tentés  | 13               | @ Hawks d'Atlanta           | 1er mars 2019    | 6        | 2 fois              | 2 fois        |
| Lancers francs réussis     | 8                | 2 fois                      | 2 fois           | 9        | Hawks d'Atlanta     | 26 avril 2017 |
| Lancers francs tentés      | 9                | Raptors de Toronto          | 3 mars 2017      | 10       | Hawks d'Atlanta     | 26 avril 2017 |
| Rebonds offensifs          | 8                | Spurs de San Antonio        | 20 mars 2022     | 6        | Hawks d'Atlanta     | 15 mai 2015   |
| Rebonds défensifs          | 14               | Bucks de Milwaukee          | 26 décembre 2016 | 10       | @ Hawks d'Atlanta   | 3 mai 2015    |
| Rebonds totaux             | 16               | Spurs de San Antonio        | 20 mars 2022     | 11       | 2 fois              | 2 fois        |
| Passes décisives           | 8                | 2 fois                      | 2 fois           | 5        | @ Hawks d'Atlanta   | 5 mai 2015    |
| Interceptions              | 6                | @ Timberwolves du Minnesota | 1er mars 2022    | 4        | Celtics de Boston   | 7 mai 2017    |
| Contres                    | 4                | 2 fois                      | 2 fois           | 2        | 5 fois              | 5 fois        |
| Balles perdues             | 6                | @ Hawks d'Atlanta           | 5 décembre 2018  | 3        | 2 fois              | 2 fois        |
| Minutes jouées             | 55               | @ Hawks d'Atlanta           | 1er mars 2019    | 41       | @ Celtics de Boston | 30 avril 2017 |

- Double-double : 46 (dont 3 en playoffs)
- Triple-double : 0

Dernière mise à jour : 16 août 2022

## Salaires
| Année       | Équipe       | Salaire       |
| ----------- | ------------ | ------------- |
| 2013-2014   | Washington   | 4 278 000 $   |
| 2014-2015   | Washington   | 4 470 480 $   |
| 2015-2016   | Washington   | 4 662 960 $   |
| 2016-2017   | Washington   | 5 893 981 $   |
| 2017-2018   | Washington   | 24 773 250 $  |
| 2018-2019   | Chicago      | 26 011 913 $  |
| 2019-2020   | Chicago      | 27 250 576 $  |
| 2020-2021   | Orlando      | 28 489 239 $  |
| 2021-2022   | Golden State | 2 389 641 $   |
| 2022-2023   | Toronto      | 6 000 000 $   |
| 2023-2024   | Toronto      | 6 300 000 $   |
| Total Gains | Total Gains  | 138 816 877 $ |